# Обичам те дотук
„Обичам те дотук“ е седмият студиен албум на българската рок група ФСБ, издаден от студио „Балкантон“ през 1987 г.

## Списък на песните
1. „Обичам те дотук“ – 3:11
2. „Антиквар“ – 3:19
3. „Леден лабиринт“ – 4:45
4. „Сладолед“ – 4:15
5. „Гара разделна“ – 4:28
6. „Браня се“ – 4:35
7. „В средата“ – 4:32
8. „Заспало зло под камък“ – 4:07
9. „Мама“ – 5:56
10. „Отговор“ – 2:34

## Състав
- Румен Бояджиев – вокал, електронни клавишни, програми
- Константин Цеков – вокал и клавишни
- Петър Славов – стакато барабани, ударни
- Ивайло Крайчовски – крамер бас, фретлес бас
- Иван Лечев – стратокастер, крамер, овейшън – китари, баркус берри – ел. цигулка